# Muse (Band)/Diskografie
Diese Diskografie ist eine Übersicht über die musikalischen Werke der britischen Rock-Musikgruppe Muse. Den Quellenangaben und Schallplattenauszeichnungen zufolge hat sie bisher mehr als 28,9 Millionen Tonträger verkauft, davon alleine in ihrer Heimat über 10,4 Millionen. Ihre erfolgreichste Veröffentlichung ist die Single Uprising mit über 3,4 Millionen verkauften Einheiten.

## Alben

### Studioalben
| Jahr | Titel Musiklabel                               | Höchstplatzierung, Gesamtwochen, AuszeichnungChartplatzierungen (Jahr, Titel, Musiklabel, Platzierungen, Wochen, Auszeichnungen, Anmerkungen) | Höchstplatzierung, Gesamtwochen, AuszeichnungChartplatzierungen (Jahr, Titel, Musiklabel, Platzierungen, Wochen, Auszeichnungen, Anmerkungen) | Höchstplatzierung, Gesamtwochen, AuszeichnungChartplatzierungen (Jahr, Titel, Musiklabel, Platzierungen, Wochen, Auszeichnungen, Anmerkungen) | Höchstplatzierung, Gesamtwochen, AuszeichnungChartplatzierungen (Jahr, Titel, Musiklabel, Platzierungen, Wochen, Auszeichnungen, Anmerkungen) | Höchstplatzierung, Gesamtwochen, AuszeichnungChartplatzierungen (Jahr, Titel, Musiklabel, Platzierungen, Wochen, Auszeichnungen, Anmerkungen) | Anmerkungen                                                    |
| Jahr | Titel Musiklabel                               | DE | AT | CH | UK | US | Anmerkungen                                                    |
| ---- | ---------------------------------------------- | --- | --- | --- | --- | --- | -------------------------------------------------------------- |
| 1999 | Showbiz Mushroom Records (Pinnacle)            | — | — | — | UK29 Platin · (46 Wo.)UK | — | Erstveröffentlichung: 4. Oktober 1999 Verkäufe: + 600.000      |
| 2001 | Origin of Symmetry Mushroom Records (Pinnacle) | DE17 Gold · (11 Wo.)DE | AT7 (12 Wo.)AT | CH6 Gold · (28 Wo.)CH | UK3 ×2Doppelplatin · (44 Wo.)UK | US161 (1 Wo.)US | Erstveröffentlichung: 17. Juni 2001 Verkäufe: + 1.123.000      |
| 2003 | Absolution Taste Media (Taste)                 | DE11 Gold · (5 Wo.)DE | AT5 (8 Wo.)AT | CH3 Gold · (27 Wo.)CH | UK1 ×3Dreifachplatin · (86 Wo.)UK | US107 Platin · (28 Wo.)US | Erstveröffentlichung: 22. September 2003 Verkäufe: + 2.220.500 |
| 2006 | Black Holes and Revelations A&E Records (WMG)  | DE4 Gold · (12 Wo.)DE | AT4 (22 Wo.)AT | CH1 Platin · (63 Wo.)CH | UK1 ×4Vierfachplatin · (96 Wo.)UK | US9 Platin · (32 Wo.)US | Erstveröffentlichung: 30. Juni 2006 Verkäufe: + 3.285.000      |
| 2009 | The Resistance Warner Music (WMG)              | DE1 Platin · (51 Wo.)DE | AT1 Gold · (48 Wo.)AT | CH1 Platin · (64 Wo.)CH | UK1 ×2Doppelplatin · (67 Wo.)UK | US3 Platin · (67 Wo.)US | Erstveröffentlichung: 11. September 2009 Verkäufe: + 3.263.536 |
| 2012 | The 2nd Law Warner Music (WMG)                 | DE2 Gold · (15 Wo.)DE | AT1 (11 Wo.)AT | CH1 Platin · (46 Wo.)CH | UK1 Platin · (33 Wo.)UK | US2 Gold · (38 Wo.)US | Erstveröffentlichung: 28. September 2012 Verkäufe: + 1.702.927 |
| 2015 | Drones Muse (WMG)                              | DE3 (12 Wo.)DE | AT2 Gold · (14 Wo.)AT | CH1 Platin · (51 Wo.)CH | UK1 Gold · (35 Wo.)UK | US1 (18 Wo.)US | Erstveröffentlichung: 5. Juni 2015 Verkäufe: + 560.000         |
| 2018 | Simulation Theory Muse (WMG)                   | DE4 (6 Wo.)DE | AT3 (6 Wo.)AT | CH1 (19 Wo.)CH | UK1 Gold · (10 Wo.)UK | US12 (6 Wo.)US | Erstveröffentlichung: 9. November 2018 Verkäufe: + 275.000     |
| 2022 | Will of the People Muse (WMG)                  | DE2 (6 Wo.)DE | AT1 (9 Wo.)AT | CH1 (16 Wo.)CH | UK1 Gold · (4 Wo.)UK | US15 (1 Wo.)US | Erstveröffentlichung: 26. August 2022 Verkäufe: + 200.000      |

### Livealben
| Jahr | Titel Musiklabel                          | Höchstplatzierung, Gesamtwochen, AuszeichnungChartplatzierungen (Jahr, Titel, Musiklabel, Platzierungen, Wochen, Auszeichnungen, Anmerkungen) | Höchstplatzierung, Gesamtwochen, AuszeichnungChartplatzierungen (Jahr, Titel, Musiklabel, Platzierungen, Wochen, Auszeichnungen, Anmerkungen) | Höchstplatzierung, Gesamtwochen, AuszeichnungChartplatzierungen (Jahr, Titel, Musiklabel, Platzierungen, Wochen, Auszeichnungen, Anmerkungen) | Höchstplatzierung, Gesamtwochen, AuszeichnungChartplatzierungen (Jahr, Titel, Musiklabel, Platzierungen, Wochen, Auszeichnungen, Anmerkungen) | Höchstplatzierung, Gesamtwochen, AuszeichnungChartplatzierungen (Jahr, Titel, Musiklabel, Platzierungen, Wochen, Auszeichnungen, Anmerkungen) | Anmerkungen                                                 |
| Jahr | Titel Musiklabel                          | DE | AT | CH | UK | US | Anmerkungen                                                 |
| ---- | ----------------------------------------- | --- | --- | --- | --- | --- | ----------------------------------------------------------- |
| 2008 | HAARP Live from Wembley A&E Records (WMG) | DE27 (5 Wo.)DE | AT21 (8 Wo.)AT | CH6 (10 Wo.)CH | UK2 Gold · (9 Wo.)UK | US46 (3 Wo.)US | Erstveröffentlichung: 17. März 2008 Verkäufe: + 227.500     |
| 2013 | Live at Rome Olympic Stadium Muse (WMG)   | DE26 (3 Wo.)DE | AT61 (1 Wo.)AT | CH14 (7 Wo.)CH | UK36 (3 Wo.)UK | US115 (1 Wo.)US | Erstveröffentlichung: 28. November 2013 Verkäufe: + 132.500 |

### Kompilationen
| Jahr | Titel Musiklabel                           | Höchstplatzierung, Gesamtwochen, AuszeichnungChartplatzierungen (Jahr, Titel, Musiklabel, Platzierungen, Wochen, Auszeichnungen, Anmerkungen) | Höchstplatzierung, Gesamtwochen, AuszeichnungChartplatzierungen (Jahr, Titel, Musiklabel, Platzierungen, Wochen, Auszeichnungen, Anmerkungen) | Höchstplatzierung, Gesamtwochen, AuszeichnungChartplatzierungen (Jahr, Titel, Musiklabel, Platzierungen, Wochen, Auszeichnungen, Anmerkungen) | Höchstplatzierung, Gesamtwochen, AuszeichnungChartplatzierungen (Jahr, Titel, Musiklabel, Platzierungen, Wochen, Auszeichnungen, Anmerkungen) | Höchstplatzierung, Gesamtwochen, AuszeichnungChartplatzierungen (Jahr, Titel, Musiklabel, Platzierungen, Wochen, Auszeichnungen, Anmerkungen) | Anmerkungen                                             |
| Jahr | Titel Musiklabel                           | DE | AT | CH | UK | US | Anmerkungen                                             |
| ---- | ------------------------------------------ | --- | --- | --- | --- | --- | ------------------------------------------------------- |
| 2002 | Hullabaloo OST Mushroom Records (Pinnacle) | DE47 (6 Wo.)DE | AT27 (3 Wo.)AT | CH12 (11 Wo.)CH | UK10 Gold · (5 Wo.)UK | — | Erstveröffentlichung: 30. Juni 2002 Verkäufe: + 100.000 |

### EPs
- 1998: Muse
- 1999: Muscle Museum
- 2000: Random 1–8  (VÖ: nur in Japan)
- 2001: Bliss
- 2002: Dead Star/In Your World
- 2002: Feeling Good
- 2006: Supermassive Black Hole
- 2009: The Resistance
- 2012: Summer Stadiums 2010
- 2015: Live at Köln Gloria Theatre

## Singles
| Jahr | Titel Album                                                                | Höchstplatzierung, Gesamtwochen, AuszeichnungChartplatzierungen (Jahr, Titel, Album, Platzierungen, Wochen, Auszeichnungen, Anmerkungen) | Höchstplatzierung, Gesamtwochen, AuszeichnungChartplatzierungen (Jahr, Titel, Album, Platzierungen, Wochen, Auszeichnungen, Anmerkungen) | Höchstplatzierung, Gesamtwochen, AuszeichnungChartplatzierungen (Jahr, Titel, Album, Platzierungen, Wochen, Auszeichnungen, Anmerkungen) | Höchstplatzierung, Gesamtwochen, AuszeichnungChartplatzierungen (Jahr, Titel, Album, Platzierungen, Wochen, Auszeichnungen, Anmerkungen) | Höchstplatzierung, Gesamtwochen, AuszeichnungChartplatzierungen (Jahr, Titel, Album, Platzierungen, Wochen, Auszeichnungen, Anmerkungen) | Anmerkungen                                                            |
| Jahr | Titel Album                                                                | DE | AT | CH | UK | US | Anmerkungen                                                            |
| ---- | -------------------------------------------------------------------------- | --- | --- | --- | --- | --- | ---------------------------------------------------------------------- |
| 1999 | Uno Showbiz                                                                | — | — | — | UK73 (1 Wo.)UK | — | Erstveröffentlichung: 14. Juni 1999                                    |
| 1999 | Cave Showbiz                                                               | — | — | — | UK52 (2 Wo.)UK | — | Erstveröffentlichung: 6. September 1999                                |
| 1999 | Muscle Museum Showbiz                                                      | — | — | — | UK25 (5 Wo.)UK | — | Erstveröffentlichung: 22. November 1999                                |
| 2000 | Sunburn Showbiz                                                            | — | — | — | UK22 (3 Wo.)UK | — | Erstveröffentlichung: 21. Februar 2000                                 |
| 2000 | Unintended Showbiz                                                         | — | — | — | UK20 (6 Wo.)UK | — | Erstveröffentlichung: 30. Mai 2000                                     |
| 2001 | Plug In Baby Origin of Symmetry                                            | — | — | CH88 (1 Wo.)CH | UK11 Platin · (9 Wo.)UK | — | Erstveröffentlichung: 5. März 2001 Verkäufe: + 600.000                 |
| 2001 | New Born Origin of Symmetry                                                | — | — | — | UK12 Silber · (11 Wo.)UK | — | Erstveröffentlichung: 5. Juni 2001 Verkäufe: + 200.000                 |
| 2001 | Bliss Origin of Symmetry                                                   | — | — | — | UK22 (2 Wo.)UK | — | Erstveröffentlichung: 20. August 2001                                  |
| 2001 | Hyper Music / Feeling Good Origin of Symmetry                              | — | — | — | UK24 Gold · (3 Wo.)UK | — | Erstveröffentlichung: 19. November 2001 Verkäufe: + 400.000            |
| 2002 | Dead Star / In Your World Hullabaloo OST                                   | — | — | — | UK13 (5 Wo.)UK | — | Erstveröffentlichung: 17. Juni 2002                                    |
| 2003 | Time Is Running Out Absolution                                             | DE90 (1 Wo.)DE | — | CH38 (9 Wo.)CH | UK8 Gold · (17 Wo.)UK | US— GoldUS | Erstveröffentlichung: 8. September 2003 Verkäufe: + 1.378.278          |
| 2003 | Hysteria Absolution                                                        | — | — | — | UK17 Platin · (9 Wo.)UK | — | Erstveröffentlichung: 1. Dezember 2003 Verkäufe: + 680.000             |
| 2004 | Sing for Absolution Absolution                                             | — | — | — | UK16 (6 Wo.)UK | — | Erstveröffentlichung: 17. Mai 2004                                     |
| 2004 | Butterflies and Hurricanes Absolution                                      | — | — | — | UK14 (3 Wo.)UK | — | Erstveröffentlichung: 20. September 2004                               |
| 2006 | Knights of Cydonia Black Holes and Revelations                             | — | — | — | UK10 Gold · (8 Wo.)UK | US— GoldUS | Erstveröffentlichung: 13. Juni 2006 Verkäufe: + 900.000                |
| 2006 | Supermassive Black Hole Black Holes and Revelations                        | — | — | CH33 (14 Wo.)CH | UK4 Platin · (20 Wo.)UK | US— ×2DoppelplatinUS | Erstveröffentlichung: 19. Juni 2006 Verkäufe: + 2.395.000              |
| 2006 | Starlight Black Holes and Revelations                                      | DE70 (9 Wo.)DE | — | CH30 Gold · (27 Wo.)CH | UK13 Platin · (21 Wo.)UK | US— PlatinUS | Erstveröffentlichung: 4. September 2006 Verkäufe: + 1.215.000          |
| 2007 | Invincible Black Holes and Revelations                                     | — | — | — | UK21 (2 Wo.)UK | — | Erstveröffentlichung: 9. April 2007                                    |
| 2007 | Map of the Problematique Black Holes and Revelations                       | — | — | — | UK18 (1 Wo.)UK | — | Erstveröffentlichung: 18. Juni 2007                                    |
| 2009 | Uprising The Resistance                                                    | DE40 (9 Wo.)DE | AT29 (13 Wo.)AT | CH8 Platin · (44 Wo.)CH | UK9 Platin · (25 Wo.)UK | US37 Platin · (13 Wo.)US | Erstveröffentlichung: 3. August 2009 Verkäufe: + 3.420.833             |
| 2009 | Undisclosed Desires The Resistance                                         | DE17 (25 Wo.)DE | AT45 (9 Wo.)AT | CH21 (29 Wo.)CH | UK49 Silber · (7 Wo.)UK | — | Erstveröffentlichung: 16. November 2009 Verkäufe: + 346.400            |
| 2010 | Resistance The Resistance                                                  | — | — | — | UK38 (2 Wo.)UK | — | Erstveröffentlichung: 22. Februar 2010                                 |
| 2010 | Exogenesis: Symphony The Resistance                                        | — | — | — | — | — | Erstveröffentlichung: 17. April 2010 Vinyl-Single zum Record Store Day |
| 2010 | Neutron Star Collision (Love Is Forever) Eclipse – Bis(s) zum Abendrot OST | — | AT40 (12 Wo.)AT | CH36 (11 Wo.)CH | UK11 (12 Wo.)UK | US77 (1 Wo.)US | Erstveröffentlichung: 17. Mai 2010 Verkäufe: + 184.358                 |
| 2012 | Survival The 2nd Law                                                       | DE87 (2 Wo.)DE | — | CH40 (1 Wo.)CH | UK22 (8 Wo.)UK | — | Erstveröffentlichung: 27. Juni 2012                                    |
| 2012 | Madness The 2nd Law                                                        | DE67 (5 Wo.)DE | AT56 (2 Wo.)AT | CH27 Gold · (12 Wo.)CH | UK25 Silber · (11 Wo.)UK | US45 ×2Doppelplatin · (29 Wo.)US | Erstveröffentlichung: 20. August 2012 Verkäufe: + 2.409.100            |
| 2013 | Supremacy The 2nd Law                                                      | — | — | CH58 (1 Wo.)CH | UK58 (2 Wo.)UK | — | Erstveröffentlichung: 25. Februar 2013                                 |
| 2015 | Psycho Drones                                                              | DE96 (1 Wo.)DE | AT56 (1 Wo.)AT | CH13 (4 Wo.)CH | UK55 Gold · (3 Wo.)UK | — | Erstveröffentlichung: 12. März 2015 Verkäufe: + 425.000                |
| 2015 | Dead Inside Drones                                                         | — | — | CH44 (3 Wo.)CH | UK71 (1 Wo.)UK | — | Erstveröffentlichung: 23. März 2015 Verkäufe: + 25.000                 |
| 2015 | Reapers Drones                                                             | — | — | CH71 (1 Wo.)CH | — | — | Erstveröffentlichung: 5. Juni 2015                                     |
| 2015 | Mercy Drones                                                               | — | — | — | — | — | Erstveröffentlichung: 22. Juni 2015                                    |
| 2015 | Revolt Drones                                                              | — | — | — | — | — | Erstveröffentlichung: 16. November 2015                                |
| 2016 | Aftermath Drones                                                           | — | — | — | — | — | Erstveröffentlichung: 7. März 2016                                     |
| 2017 | Dig Down Simulation Theory                                                 | — | — | CH47 (1 Wo.)CH | — | — | Erstveröffentlichung: 18. Mai 2017                                     |
| 2018 | Thought Contagion Simulation Theory                                        | — | — | CH24 (1 Wo.)CH | UK76 (1 Wo.)UK | — | Erstveröffentlichung: 15. Februar 2018                                 |
| 2018 | Something Human Simulation Theory                                          | — | — | CH77 (1 Wo.)CH | — | — | Erstveröffentlichung: 19. Juli 2018                                    |
| 2018 | The Dark Side Simulation Theory                                            | — | — | CH74 (2 Wo.)CH | — | — | Erstveröffentlichung: 30. August 2018                                  |
| 2018 | Pressure Simulation Theory                                                 | — | — | — | UK96 (1 Wo.)UK | — | Erstveröffentlichung: 27. September 2018                               |
| 2018 | Algorithm Simulation Theory                                                | — | — | CH52 (1 Wo.)CH | UK97 (1 Wo.)UK | — | Erstveröffentlichung: 9. November 2018                                 |
| 2022 | Won’t Stand Down Will of the People                                        | — | — | CH46 (1 Wo.)CH | UK56 (1 Wo.)UK | — | Erstveröffentlichung: 13. Januar 2022                                  |
| 2025 | Unravelling –                                                              | — | — | — | UK85 (1 Wo.)UK | — | Erstveröffentlichung: 20. Juni 2025                                    |

## Videoalben und Musikvideos

### Videoalben
| Jahr | Titel                                 | Höchstplatzierung, Gesamtwochen, AuszeichnungChartplatzierungen (Jahr, Titel, Platzierungen, Wochen, Auszeichnungen, Anmerkungen) | Höchstplatzierung, Gesamtwochen, AuszeichnungChartplatzierungen (Jahr, Titel, Platzierungen, Wochen, Auszeichnungen, Anmerkungen) | Höchstplatzierung, Gesamtwochen, AuszeichnungChartplatzierungen (Jahr, Titel, Platzierungen, Wochen, Auszeichnungen, Anmerkungen) | Höchstplatzierung, Gesamtwochen, AuszeichnungChartplatzierungen (Jahr, Titel, Platzierungen, Wochen, Auszeichnungen, Anmerkungen) | Höchstplatzierung, Gesamtwochen, AuszeichnungChartplatzierungen (Jahr, Titel, Platzierungen, Wochen, Auszeichnungen, Anmerkungen) | Anmerkungen                                   |
| Jahr | Titel                                 | DE | AT | CH | UK | US | Anmerkungen                                   |
| ---- | ------------------------------------- | --- | --- | --- | --- | --- | --------------------------------------------- |
| 2002 | Hullabaloo – Live at the Zenith Paris | — | — | — | UK2 Gold · (23 Wo.)UK | — | Erstveröffentlichung: 2002 Verkäufe: + 40.000 |
| 2005 | Absolution Tour                       | — | — | — | UK9 Platin · (22 Wo.)UK | — | Erstveröffentlichung: 2005 Verkäufe: + 57.500 |

Weitere Videoalben
- 2008: HAARP – Live at Wembley (CD/DVD)
- 2013: Live at Rome Olympic Stadium (CD/DVD/BluRay)

### Musikvideos
- 1999: Unintended
- 2001: New Born
- 2001: Plug In Baby
- 2001: Bliss
- 2003: Time Is Running Out
- 2003: Hysteria
- 2004: Sing for Absolution
- 2004: Butterflies & Hurricanes
- 2006: Supermassive Black Hole
- 2006: Starlight
- 2006: Knights of Cydonia
- 2007: Invincible
- 2009: The Resistance
- 2010: Under Review
- 2012: Madness

## Boxsets
| Jahr | Titel          | Höchstplatzierung, Gesamtwochen, AuszeichnungChartplatzierungen (Jahr, Titel, Platzierungen, Wochen, Auszeichnungen, Anmerkungen) | Höchstplatzierung, Gesamtwochen, AuszeichnungChartplatzierungen (Jahr, Titel, Platzierungen, Wochen, Auszeichnungen, Anmerkungen) | Höchstplatzierung, Gesamtwochen, AuszeichnungChartplatzierungen (Jahr, Titel, Platzierungen, Wochen, Auszeichnungen, Anmerkungen) | Höchstplatzierung, Gesamtwochen, AuszeichnungChartplatzierungen (Jahr, Titel, Platzierungen, Wochen, Auszeichnungen, Anmerkungen) | Höchstplatzierung, Gesamtwochen, AuszeichnungChartplatzierungen (Jahr, Titel, Platzierungen, Wochen, Auszeichnungen, Anmerkungen) | Anmerkungen                            |
| Jahr | Titel          | DE | AT | CH | UK | US | Anmerkungen                            |
| ---- | -------------- | --- | --- | --- | --- | --- | -------------------------------------- |
| 2019 | Origin of Muse | DE48 (1 Wo.)DE | — | CH34 (1 Wo.)CH | UK70 (1 Wo.)UK | — | Erstveröffentlichung: 6. Dezember 2019 |

Weitere Boxsets
- 2000: Showbiz Box
- 2004: Symmetry Box
- 2005: Absolution Box Set

## Promoveröffentlichungen
| Jahr | Titel      | Anmerkungen                       |
| ---- | ---------- | --------------------------------- |
| 2001 | Hypermusic | Erstveröffentlichung: 2001 Boxset |

| Jahr | Titel Album                             | Anmerkungen                             |
| ---- | --------------------------------------- | --------------------------------------- |
| 2003 | Stockholm Syndrome Absolution           | Erstveröffentlichung: 14. Juli 2003     |
| 2004 | Apocalypse Please Absolution            | Erstveröffentlichung: 23. August 2004   |
| 2009 | United States of Eurasia The Resistance | Erstveröffentlichung: 2009              |
| 2012 | Follow Me The 2nd Law                   | Erstveröffentlichung: 19. November 2012 |
| 2013 | Panic Station The 2nd Law               | Erstveröffentlichung: 25. Februar 2013  |

## Sonderveröffentlichungen
Demos
- 1995: This Is a Muse Demo
- 1997: Newton Abbot Demo
- 1999: 2 Tracks

## Statistik

### Chartauswertung
|                     | DE     | AT     | CH     | UK     | US     |
| ------------------- | ------ | ------ | ------ | ------ | ------ |
| Nummer-eins-Alben   | DE1DE  | AT3AT  | CH6CH  | UK6UK  | US1US  |
| Top-10-Alben        | DE6DE  | AT8AT  | CH9CH  | UK10UK | US4US  |
| Alben in den Charts | DE12DE | AT11AT | CH12CH | UK13UK | US10US |

|                       | DE    | AT    | CH     | UK     | US    |
| --------------------- | ----- | ----- | ------ | ------ | ----- |
| Nummer-eins-Singles   | DE—DE | AT—AT | CH—CH  | UK—UK  | US—US |
| Top-10-Singles        | DE—DE | AT—AT | CH1CH  | UK4UK  | US—US |
| Singles in den Charts | DE7DE | AT5AT | CH19CH | UK33UK | US3US |

|                          | DE    | AT    | CH    | UK    | US    |
| ------------------------ | ----- | ----- | ----- | ----- | ----- |
| Nummer-eins-Videoalben   | DE—DE | AT—AT | CH—CH | UK—UK | US—US |
| Top-10-Videoalben        | DE—DE | AT—AT | CH—CH | UK2UK | US—US |
| Videoalben in den Charts | DE—DE | AT—AT | CH—CH | UK2UK | US—US |

### Auszeichnungen für Musikverkäufe
| Land/RegionAuszeichnungen für Musikverkäufe (Land/Region, Auszeichnungen, Verkäufe, Quellen) | Silber     | Gold       | Platin       | Diamant     | Verkäufe    | Quellen                           |
| -------------------------------------------------------------------------------------------- | ---------- | ---------- | ------------ | ----------- | ----------- | --------------------------------- |
| Australien (ARIA)                                                                            | —          | 4× Gold4   | 6× Platin6   | —           | 477.500     | aria.com.au                       |
| Belgien (BRMA)                                                                               | —          | 6× Gold6   | Platin1      | —           | 150.000     | ultratop.be                       |
| Dänemark (IFPI)                                                                              | —          | 5× Gold5   | 3× Platin3   | —           | 255.000     | ifpi.dk                           |
| Deutschland (BVMI)                                                                           | —          | 4× Gold4   | Platin1      | —           | 750.000     | musikindustrie.de                 |
| Europa (IFPI)                                                                                | —          | —          | 6× Platin6   | —           | (6.000.000) | ifpi.org                          |
| Finnland (IFPI)                                                                              | —          | 2× Gold2   | Platin1      | —           | 55.139      | ifpi.fi                           |
| Frankreich (SNEP)                                                                            | —          | —          | 12× Platin12 | 2× Diamant2 | 2.148.833   | infodisc.fr snepmusique.com FR3   |
| Irland (IRMA)                                                                                | —          | Gold1      | 2× Platin2   | —           | 37.500      | irishcharts.ie                    |
| Italien (FIMI)                                                                               | —          | 8× Gold8   | 12× Platin12 | —           | 900.000     | fimi.it                           |
| Japan (RIAJ)                                                                                 | —          | Gold1      | —            | —           | 100.000     | riaj.or.jp                        |
| Kanada (MC)                                                                                  | —          | 4× Gold4   | 6× Platin6   | —           | 630.000     | musiccanada.com                   |
| Mexiko (AMPROFON)                                                                            | —          | 4× Gold4   | —            | —           | 120.000     | amprofon.com.mx                   |
| Neuseeland (RMNZ)                                                                            | —          | 5× Gold5   | 4× Platin4   | —           | 112.500     | aotearoamusiccharts.co.nz NZ2 NZ3 |
| Niederlande (NVPI)                                                                           | —          | 6× Gold6   | —            | —           | 195.000     | nvpi.nl                           |
| Norwegen (IFPI)                                                                              | —          | 3× Gold3   | —            | —           | 55.000      | ifpi.no                           |
| Österreich (IFPI)                                                                            | —          | 2× Gold2   | —            | —           | 17.500      | ifpi.at                           |
| Polen (ZPAV)                                                                                 | —          | 3× Gold3   | —            | —           | 30.000      | olis.pl                           |
| Portugal (AFP)                                                                               | —          | 2× Gold2   | 3× Platin3   | —           | 52.500      | Einzelnachweise                   |
| Russland (NFPF)                                                                              | —          | 2× Gold2   | —            | —           | 20.000      | 2m-online.ru                      |
| Schweiz (IFPI)                                                                               | —          | 4× Gold4   | 5× Platin5   | —           | 210.000     | hitparade.ch                      |
| Spanien (Promusicae)                                                                         | —          | 5× Gold5   | 2× Platin2   | —           | 260.000     | elportaldemusica.es               |
| Südkorea (KMCA)                                                                              | —          | —          | —            | —           | 567.636     | Einzelnachweise                   |
| Vereinigte Staaten (RIAA)                                                                    | —          | 4× Gold4   | 8× Platin8   | —           | 10.670.000  | riaa.com                          |
| Vereinigtes Königreich (BPI)                                                                 | 3× Silber3 | 10× Gold10 | 20× Platin20 | —           | 10.681.000  | bpi.co.uk                         |
| Insgesamt                                                                                    | 4× Silber4 | 83× Gold83 | 93× Platin93 | 2× Diamant2 |             |                                   |